# 佐々木貴史
佐々木 貴史（ささき たかし、1961年〈昭和36年〉7月6日 - ）は、日本の実業家、著作家、文化人タレント。「リライブシャツ」「リライブウェア」開発者。株式会社りらいぶ代表取締役。福島県郡山市出身。

## 経歴
国鉄に勤務する父親の関係で、埼玉県浦和市上木崎小学校、宮城県仙台市立連坊小路小学校と転校を余儀なくされる。幼少期は体が弱かったので家にずっと閉じこもっていた。
1974年（昭和49年）- 宮城県仙台市立南小泉中学校入学。父親の脱サラを機に家は貧しくなる。塾・家庭教師は1度も利用することなく独学で勉強する。
1977年（昭和52年）- 宮城県仙台南高等学校入学。高校時代は虚弱体質で学校を休みがちで療養生活だった。高校卒業後、父が自営業する教材販売の手伝いをしながら自宅療養生活を4年続けながら、「第一種情報処理技術者」を独学で取得。
1983年（昭和58年）- 22歳で知人を伝手に東京都世田谷区赤堤に転居。コンピュータープログラマーとして就職するも、2年半で体を壊す。その後は仙台に戻り、独立を決意。
1988年（昭和63年）、仙台市内にコンピュータソフト会社「有限会社ヒューマンシステム」を設立、代表取締役社長に就任した。
1990年（平成2年）- パソコンショップと提携してパソコンのシステム開発で事業を拡大。1992年（平成4年）には、会社で事務員として働いていた女性と結婚。
1995年（平成7年）- パパイヤ発酵食と出会い、佐々木が持っていた虚弱体質や、妹の体が改善した。このことをきっかけに、経営していたシステム会社を譲渡し、パパイヤ発酵食の代理店を設立。通信販売を始める。翌年には月商2000万円の売上をあげる。
2003年（平成15年）- 娘を授かる。
2005年（平成17年）- 相続に関するワンストップビジネスを始め、営業コンサル、飲食店舗経営、建築検査、貸事務所、浄水器の輸入販売など異業種のビジネスを立ち上げる。2014年（平成26年）には、本社となるビルを購入。宅地建物取引士の資格を取得する。「身体機能研究所」（現株式会社りらいぶ）を設立。
2018年（平成30年）- 特許取得。翌年、製品化に成功。同社の漫画『着る元気！奇跡のリライブシャツ誕生物語』の42頁によれば、第三者機関の検査会社の測定データでエビデンスが認められたという。
2021年（令和3年）- 60歳の還暦でYouTube番組『令和の虎』に出演。ビジネスプランをプレゼンして5人の出資者全員から投資を勝ち取った。番組終了直後から注文が殺到して1週間で7,000着の注文を受ける。翌年から虎（出資者）としてオファーを受けてレギュラー出演する。
2023年（令和5年）- 4月28日に佐々木の半生を描いた宣伝用の漫画「着る元気！奇跡のリライブシャツ誕生物語」が出版。同年、令和の虎による「虎の子長者番付」が発表され、2位の5億円を大きく引き離し、佐々木が年商77億円で1位に選ばれる。
2024年（令和6年）9月、TBSテレビ「がっちりマンデー」“CMでよく見るけど分からない会社”特集で出演。発売当初の秘話や、作業着でテレビに出ることで信頼を得ることできた話を公開。スタジオで加藤浩次とゆうちゃみがリライブウェアを試着した。
2024年（令和6年）10月、初の著書『地方の小さな会社のリライブシャツがなぜ１００億円も売れたのか』を出版。100億の壁を超える「仕組み」「発想力」「起業に必要なもの」「運を味方につけるには」など初公開。

## 人物
- 好きな言葉は「志（こころざし）」。人はみな生まれたときに使命を持って生まれてきていて、その使命に向かっているときフルパワーになるんだとインタビューで答えている[7]。
- 娘を持つ1児の父。愛妻家で毎年結婚記念日に花束を贈る[3]。休みの日は妻と映画・温泉に行く。映画館では妻と映画を見て一緒に泣く。いま好きな涙活映画は「殿、利息でござる!」「ベイブ」「フィールド・オブ・ドリームス」[7]。
- 歴史好き、娘と関ヶ原の合戦場、長浜城、大阪城等、全国各地を旅をする[3]。
- 神社好きで「舞い」を奉納して自分を整える[7]。
- 好きなタレントはマツコ・デラックス。いつかマツコの身体を機能改善させたいとのこと[3]。
- 音楽を大切にしているとインタビューで答えている。モーツァルト:交響曲 第41番「ジュピター」は芯を作る。渡辺美里の「My Revolution」は奮い立つ。さだまさしの「主人公」は人生の意味を伝える。4～5才の頃、父親の影響でベートーヴェンを聞いていた。交響曲第6番｢田園｣が好きな少年だった[3]。
- 学生時代は不思議なことに人一倍興味があり将棋と落語と少女漫画に夢中。将棋は5才のときから始めて高校で三段を取得。目隠し将棋ができる。得意な戦法は中飛車。好きな棋士は藤井猛。さだまさしにも夢中となり、東京上京当時、ラジオ番組「セイ！ヤング」を聞いてホームシックを凌いだ[7]。
- 高校の同級生に日本広告写真家協会（APA）正会員の写真家・日澤暢宏がいる。宮城県仙台南高等学校1期生[3]。
- 高校時代は将棋部に所属、部長を務めた。文化祭のときは1人で3人を同時に将棋を指し勝利するパフォーマンスを行っていた[3]。

## ビジネス論
- 将来の展望はリライブウェアを通じて「日本の健康」「世界の健康」。最終ゴールは「世界平和」、その途中に「ノーベル生理学・医学賞」を取って人類の幸福に貢献すると取材で言及[8]。
- 「令和の虎」では虎（出資者）としてレギュラー出演する。主宰者の岩井良明からは怒られたことがない珍しい虎である。理由として根が素直な性格だと自己分析している。過去に番組内でとちってしまったことがあって、岩井に「修行してきます」と反省する心構えを伝えて降板。その間、分析、勉強、訓練して戻ったとインタビューで話している[3]。
- リライブシャツは神様から皆さんを元気にするために預かったのではないかと考える。リライブシャツを全世界に広めてみんなが元気になることが佐々木の使命と考えて贅沢な生活を控えている。過去は高い時計をつけていたが、今は数千円の時計を身に着けている[3]。
- 「リライブシャツα」のイメージキャラクターとして出川哲朗を起用。出川に商品を体感してもらった。今後は「ガイアの夜明け」「日経スペシャル カンブリア宮殿」「がっちりマンデー!!」「あさイチ」「情熱大陸」「プレジデント」「Forbes」「ターザン」出演を狙っているとインタビューで答えている[3]。
- 社内に佐々木の考えを掲示する。「【企業理念】世界中の人たちが心身ともに健康で幸せな世界を作り上げることに寄与する。【社長の志】リライブシャツを世界中に広めることで、みんなが元気を取り戻し笑顔になること。【お客様へのお約束】私たちはお客様の心身の健康に役立つ商品やサービスだけを厳選しご提供しています。私たちと信頼でつながったお客様全員にご満足いただくことをお約束します。」[3]。
- コンプレックスを武器にする。足りないことがあるから頑張るという考えは高いモチベーションに変わるのだという。佐々木自身は高卒で、虚弱体質で就職をまともにできる環境ではなかった青年期を過ごしており、周りで成功していく同世代への嫉妬、寝たきりだったからこそ気付いたアイデア、今となって役立っているという[9]。
- お金にブレない人間でいる。金額を目標にすると大切なものを見失う。達成したらモチベーションが下がってしまうし、年商に見合った貴金属類を身に着けるようになったらお終い。大切なことは信用、偉いんだぞ自慢をした時点で人は離れて行ってしまう。金銭的に余裕が出ても腰を低くする、成功は周囲の力があって初めて成り立つことを忘れない[10]。
- “楽しい”より“ワクワク”する仕事が大切。ビジネスにとって重要な要素である[11]。

## 書籍
- 漫画『着る元気！-奇跡のリライブシャツ誕生物語-』（2023年4月28日）
- 『地方の小さな会社のリライブシャツがなぜ１００億円も売れたのか』（2024年10月8日、青志社）　ISBN 978-4865901795

## 出演

### テレビ
- 「がっちりマンデー」（TBSテレビ）[5]
- 「大阪ほんわかテレビ」（読売テレビ）[12]
- 「ドランクドラゴンのバカ売れ研究所!」（BS12）[13]

### ラジオ
- 「氏神一番の人生リライブ」（池袋FM） - ※レギュラー 毎週日曜日 お昼の12:00～12:30、MCとして出演

### インターネット放送
- 「令和の虎」（YouTubeチャンネル） - ※レギュラー 出資者として出演[14]
- 「宮迫博之のサコるニュース」（YouTubeチャンネル） - ※レギュラー コメンテーターとして出演[15]
- 「堀江貴文 ホリエモンチャンネル」（YouTubeチャンネル） https://youtube.com/a0InTx
- 「東京美容外科総合医院長 麻生泰ドクターA」（YouTubeチャンネル）　https://youtube.com/TLO8xk
- 「フランチャイズチャンネル」（YouTubeチャンネル）　https://youtube.com/ZndvOb

### CM
- 「リライブシャツα」（2024年2月～ ）- 出川哲朗と共演[16]　https://www.youtube.com/watch?v=fsUe1vmGMUw

### 新聞
- 毎日新聞 - 「寒河江市に機能性Tシャツを寄贈」[17]
- 早稲田スポーツ新聞 - 「学生スポーツに求めるものとは？」[18]

### 雑誌
- 経済界（経済界）[19]
- ForbesJAPAN（リンクタイズ）[20]

### イベント
- 日経フォーラム「超高齢社会の課題を解決する国際会議」 - 講演者[21]
- サマーコンファレンス（パシフィコ横浜）- パネラー[22]
- 全国経営者セミナー（パレスホテル東京） - 講演者[23]